# Rouenská církevní provincie

Církevní provincie Rouen na mapě Francie

Církevní provincie Rouen (lat. Provincia Rothomagensis, franc. Province ecclésiastique de Rouen) je římskokatolickou církevní provincií, ležící v regionu Normandie ve Francii. V čele provincie stojí arcibiskup–metropolita z Rouenu. Provincie vznikla v 5. nebo 6. století, kdy byla povýšena rouenská diecéze na arcidiecézi. Arcibiskupovi z Rouenu náleží titul primas Normandie.

## Historie
Provincie vznikla spolu s povýšením rouenské diecéze na metropolitní arcidiecézi v 5. nebo 6. století. V současné době má provincie pět sufragánních diecézí.
Současným metropolitou je arcibiskup Jean-Charles Marie Descubes.

## Členění
Území provincie se člení na šest diecézí:
- Arcidiecéze rouenská, založena ve 2. nebo 3. století, na metropolitní arcidiecézi povýšena 5. nebo 6. století
  - Diecéze Bayeux, založena ve 2. století
  - Diecéze Coutances, založena v 5. století
  - Diecéze Évreux, založena ve 3. století
  - Diecéze Le Havre, založena 6. července 1974
  - Diecéze séeská, založena ve 3. století